# Фтороксивольфрамат аммония
Фтороксивольфрамат аммония — неорганическое соединение, соль аммония и фтороксивольфрамовой кислоты, формула NH4[WO2F3]. При нормальных условиях представляет собой белые призматические кристаллы, плохо растворяется в воде. Образует кристаллогидрат состава NH4[WO2F3]·H2O.

## Получение
- Реакция тетрагидрата паравольфрамата аммония (NH4)5[HW6O21] с плавиковой кислотой.

## Физические и химические свойства
Фтороксивольфрамат аммония образует белые призматические кристаллы, малорастворим в воде.
Известно соединение состава (NH4)2[WO2F4]. Его можно получить действием плавиковой кислоты на вольфрамат аммония. Вещество образует белые кристаллы орторомбической сингонии, хорошо растворим в воде. При нагревании выше 100 °С разлагается.